# Francesco Porcari
Francesco Porcari (Cori, 15 gennaio 1938 – Cori, 18 novembre 2017) è stato un artista e pittore italiano.

## Biografia

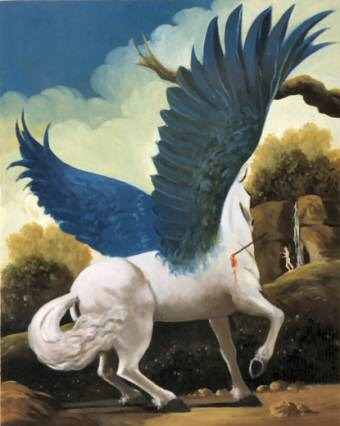
Pegaso, 1994

Nato a Cori, comune dei Monti Lepini affacciante sull'Agro Pontino, studia presso il Liceo Artistico di Via di Ripetta a Roma. Una volta conseguito il diploma completa la sua formazione artistica frequentando l'Accademia di Belle Arti di Roma e specializzandosi nel settore scenografico. Porcari espone le sue opere pittoriche sin dal 1960 e continua per tutta la vita la sua carriera artistica con nuovi dipinti e numerose mostre a carattere nazionale ed internazionale. Dopo aver vissuto e lavorato per lungo tempo a Roma, risiede fino alla morte nel suo paese natale, i cui luoghi sono fonte primaria di ispirazione per le figure ed i paesaggi dei suoi quadri.
Porcari ha partecipato a numerose iniziative culturali ed artistiche, tra le quali "Sognando Ulisse", un esperimento di connubio fra pittura e poesia da cui sono nati un libro contenente le liriche di Nando Pierluisi abbinate a riproduzioni di dipinti del Porcari, e un incontro pubblico fra gli autori del libro stesso (Maurizio Marini, Franco Rispoli, Sabina Vona oltre i sopracitati) il 5 agosto 2006.
Si spegne presso la sua abitazione di Cori il 18 novembre 2017.

## I temi della pittura
Francesco Porcari è stato accostato dalla critica recente alle correnti artistiche del "citazionismo" e del "neomanierismo", teorizzate rispettivamente da Maurizio Calvesi e da Giuseppe Gatt. Pur essendo quella di Porcari un'arte popolata da elementi dell'antichità e della tradizione, è "il legame profondo e imprescindibile tra il nostro Maestro e il luogo stesso del suo operare" che, secondo Claudio Strinati, impone che l'analisi della pittura del Porcari sia condotta in piena autonomia rispetto a queste correnti ed agli altri artisti italiani contemporanei.
La rievocazione dell'antichità, nella visione artistica del pittore, non corrisponde mai a un ritorno anacronistico al passato, né è da ridurre a mera citazione intellettuale. Lo spazio in cui si muove l'arte e la vita stessa di Francesco Porcari è in continuità reale con il passato dipinto nelle sue tele. Per comprendere questi concetti bisogna tener conto dei luoghi in cui opera l'artista: Cori, cittadina le cui origini si perdono nel mito di Enea (fondata da Dardano secondo la leggenda), dalla cui acropoli, dominata dal Tempio d'Ercole dell'80 d.C., si scorge il profilo del Circeo e altri paesaggi del mito. Una dimensione in cui l'antico è conservato intatto ed è vissuto come parte del presente in strutture tutt'oggi funzionali come la Chiesa di S.Oliva (XII sec.) che a sua volta si erge sulle colonne di un tempio di Giano del II secolo a.C. Continua Claudio Strinati nell'articolo "Un mondo oltre il sottobosco. Francesco Porcari e il territorio Latino": "senza essere un classicista o un "citazionista" nel senso specifico del termine, Francesco Porcari è, quindi, un pittore attento al patrimonio incommensurabile dell'Antico, di cui presenta una immagine molto personale, derivante da esperienze che risulterebbero poco chiare se non venissero messe in relazione diretta con il luogo dove egli vive e opera". Accostare oggetti e persone del mondo contemporaneo a figure del mito, eroi e mostri, ed inserire entrambe nei paesaggi lepini, non è altro che rispettare la vera natura del territorio in cui vive l'artista. Quello dipinto da Porcari è "un passato avvertito come perenne presente ed influente sui destini degli uomini".
In questo orizzonte in cui si intrecciano mitologia, natura e figure umane, il richiamo all'attualità è costante. Non si tratta soltanto della ricorrenza dei volti che fanno parte dell'esperienza quotidiana dell'artista (la sua famiglia, gli abitanti di Cori), è soprattutto una meditazione profonda e matura sul percorso che l'uomo moderno ha intrapreso, anche in rapporto al mito. Specialmente nella produzione più recente, il mito rappresenta per Porcari quello strumento artistico che consente di ordinare i dati provenienti dal caos della realtà in uno schema conoscitivo ordinato: esso esiste in quanto fonte di insegnamenti per il presente. La questione è stata affrontata da Tullio De Mauro, nel suo intervento "Il corpo inquieto dei documenti", rammentando una felice citazione di Nietzsche: "capiamo meglio il passato perché lavoriamo operosamente nel presente e costruiamo attivamente il nostro avvenire." Le composizioni pittoriche di Porcari sottintendono sempre, dunque, una narrazione, una rete di simboli che hanno lo scopo di portare l'attenzione non sul passato da cui essi provengono, ma su di un presente che, nel giudizio del pittore, troppo spesso dimentica l'importanza di cultura e umanesimo. Entrambe forme di conoscenza che Porcari ha fissato come scopo della propria ricerca artistica.

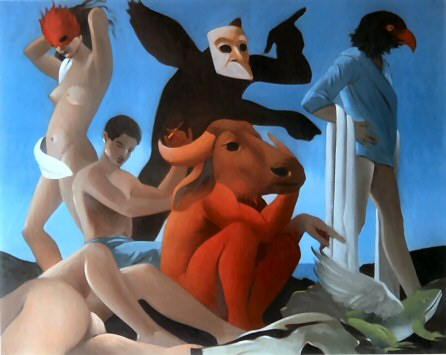
L'Olimpo una volta apparteneva agli dèi?, 2003

## Lo stile
"A mezza via fra De Chirico e Caravaggio" è stato il giudizio di Gianni Caputo sullo stile pittorico di Francesco Porcari, nonché il titolo di un suo articolo dedicato all'artista. Dal Caravaggio deriva, secondo Caputo, "l'impianto pittorico", mentre dal De Chirico "la rivelazione concettuale". Si ritrovano influssi della pittura metafisica nella disposizione degli elementi sulla tela, nella composizione allusiva dell'immagine, ma anche richiami all'espressività di Michelangelo Merisi nei volti, in alcune scelte di luce, oltre che nei drappi che spesso invadono lo spazio del dipinto.
Altri critici hanno invece posto l'accento su di una ambivalenza artistica del pittore, definito "Un fiammingo nei luoghi di Piranesi" da Maurizio Calvesi nel suo omonimo saggio. Secondo questa prospettiva, è "fiamminga" la tendenza di Porcari a dipingere dettagliatamente le figure in primo piano su uno sfondo in sintesi: "sintetici i piani di fondo, brulicante ciò che all'occhio è vicino". "Quasi un Brueghel dei Velluti o dei fiori", sempre nelle parole del saggista, "innestato al muto scenario paesistico del classicismo", da cui deriva quindi una pittura che è sintesi di tradizione fiamminga e italiana.
Anche la scuola del Manierismo ha avuto influenza sulla pittura di Porcari: importanti lo stile del Rosso Fiorentino e del Pontormo da cui "trae la sostanza cromatica e strutturale atta a elevare a Storia i volti del nostro tempo" secondo il giudizio di Franco Pierluisi.
Tutte queste tradizioni pittoriche hanno sicuramente avuto un peso determinante nella creazione di uno stile pittorico personale del Porcari, tuttavia la novità di questo artista sta nella sintesi innovativa che ha saputo operare a partire da queste premesse. Ogni riferimento alla tradizione, a colleghi pittori precedenti o contemporanei, si attua tramite le forme ed i colori del territorio lepino, quindi dell'esperienza concreta, sincera dell'autore.

## "Sognando Ulisse"
"Sognando Ulisse" è un'iniziativa culturale alla quale ha partecipato Francesco Porcari nel 2006. Essa nasce dal comune impegno di Nando Pierluisi e Francesco Porcari per la creazione di un'opera artistica che unisse alla poesia una controparte visiva. La meditazione sul personaggio mitologico di Ulisse attraverso i secoli e sul senso che può avere il mito al giorno d'oggi ha prodotto un libro in cui le poesie di Pierluisi si alternano a riproduzioni di dipinti di Francesco Porcari. La raccolta è stata presentata il 5 agosto presso il Chiostro di S.Oliva a Cori. Il progetto si propone di dare un impulso alla valorizzazione del territorio e della cultura presente in luoghi, quali i Monti Lepini e il litorale laziale, civilizzati da millenni.

## Mostre principali

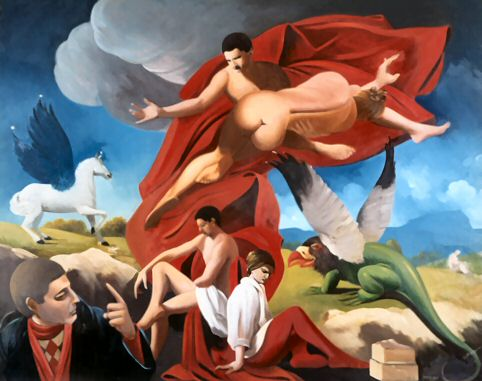
Natura, mito, storia, 2001

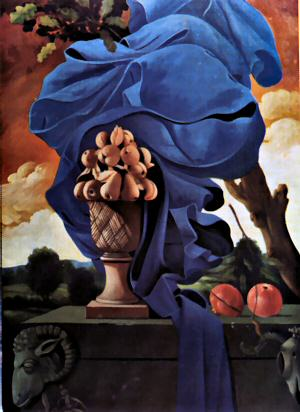
Metamorfosi, 1990

- 1960 Mostra di pittura "Città di Cori"
- 1968 Mostra di pittura XIII Rassegna "L'arte nel tempo" città di Latina
- 1970 Mostra di pittura, architettura e scultura, organizzata dallo studio G.R.A.U. di Roma. Montepulciano, Siena
- 1974 Mostra di pittura I Rassegna Italiana "Nuova figurazione città di Latina", Latina
- 1976 Mostra personale di pittura Galleria d'Arte Moderna "Palazzo Margutta", Roma
- 1978 Galleria d'arte Palazzo Margutta, Roma
- 1978 I Rassegna Artisti dei Monti Lepini, Convento S. Agostino, Carpineto Romano
- 1978 Mostra personale di grafica "Galleria la Colomba Arte", Latina
- 1979 Mostra di pittura XII Mostra Regionale d'Arte "Lazio '79"
- 1979 Mostra di pittura Premio Salvator Rosa, Roma
- 1979 Mostra di pittura Palazzo Grassi, Venezia
- 1981 Mostra "Costumi di Cori", viaggio nella memoria storica fra documenti d'archivio e ricostruzione d'arte. Palazzetto Luciani, Cori. Organizzata da: Comune di Cori, XIII Comunità Montana dei Monti Lepini, Cassa Rurale ed Artigiana di Cori
- 1982 Cinquantenario Città di Latina. Mostra "Costumi di Cori". Organizzata dal Comune di Latina
- 1985 Mostra personale di grafica Galleria "La Colomba Arte", Latina
- 1986 Mostra personale di pittura. Incontro Italia-URSS. Organizzata da: Regione Lazio, Comune di Cori. Palazzetto Luciani, Cori
- 1986 Mostra collettiva di pittura, Galleria Apollodoro, Piazza Mignanelli, Roma
- 1987 Mostra di pittura Galleria Romberg, Cisterna (Latina)
- 1988 Mostra personale di pittura Galleria "La Chimera", via Giulia 122-124, Roma
- 1989 Mostra personale di pittura Galleria "La Chimera", via Giulia 122-124, Roma
- 1991, Cori. Personale di pittura e lettura di poesie con M. Luisa Spaziani, nell'ambito della manifestazione "Poeta mio"
- 1992 Prima Rassegna Internazionale d'Arte Contemporanea "Pittori e Critici allo specchio" nel primo Salone del libro d'arte "Critici e Storici scelgono pittori del nostro secolo"
- 1997 Un fiore dell'Agro Pontino per l'Europa - Galleria "La Colomba Arte", Latina
- 1997 Arte Expo' '97 - Fiera di Roma
- 1998 Nostro Paesaggio Quotidiano. Mostra di dipinti di F. Porcari e fotografie di G. Ricci - Palazzetto Luciani - Piazza di Sant'Oliva, Cori. Maggio - Giugno
- 1998 Pittura Architettura. Pierluigi Eroli, Franco Pierluisi, Francesco Porcari - Palazzetto Luciani- Piazza di Sant'Oliva, Cori
- 1998 "Europa era Dea?", Galleria "La Colomba Arte", Latina
- 1998/99 "Gli altri spazi" di Francesco Porcari - Galleria d'Arte Moderna e Contemporanea, Latina
- 2000 "Third Biennale of Christian Art", Malta 2000, Cathedral Museum Malta
- 2001 Mostra personale di pittura "De rerum natura", Francesco Porcari. Basilica di S. Maria in Montesanto, piazza del Popolo - via del Babuino, 198 - Roma
- 2003 De Rerum Natura. Mostra personale di pittura. Palazzo Caetani - Cisterna di Latina
- 2004 L'infinito presente di Francesco Porcari. Castello di San Martino - Fossanova (LT)
- 2004 "Oltre l'immagine", 12 dicembre 2004 - 8 gennaio 2005. Auditorium Comunale di Roccagorga (LT)
- 2007 Suoni, Colori e Sapori. Castello di Maenza, Maenza (Priverno)
- 2007 Incontro con le culture italo latino-americane. Quarantesimo anniversario della fondazione del Collegium Musicum. Collegium Musicum, Latina
- 2009 L'Infinito presente di Francesco Porcari. 19 Settembre-10 Ottobre 2009. Palazzetto Luciani, Cori (LT)
- 2012 Una Favola Reale nell'Attuale. 18 Novembre 2012. Azienda Agricola Marco Carpineti, Cori (LT)
- 2016 Ritrovare l'Uomo e le sue Cose . 18 Settembre- 2 Ottobre. Palazzetto Luciani, Cori (LT)